# قزل-تو (آلماتی)
قزل-تو (به قزاقی: Kyzyltu) یک منطقهٔ مسکونی در قزاقستان است که در شهرستان تلگر واقع شده‌است.